# Entre deux je
Albums de Kayna Samet
Le Parcours D'une Goutte D'eau Second Souffle
Entre deux je est le premier album de la chanteuse Kayna Samet. Écrit et composé entièrement par Kayna Samet, celui-ci est sorti en France en mai 2005. Il s'est vendu à 100 000 exemplaires en France certifié disque d’or[réf. nécessaire]. Le titre Écorchée vive rentre à la 13e place du top en août 2005[réf. nécessaire].

## Liste des titres
| No  | Titre                                       | Paroles                      | Musique                              | Durée |
| --- | ------------------------------------------- | ---------------------------- | ------------------------------------ | ----- |
| 1.  | Intro                                       |                              | Djé - Zba                            | 0:37  |
| 2.  | ...Mon tour                                 | Kayna Samet - Sinik          | Kayna Samet - Djé - Zba              | 4:15  |
| 3.  | Écorchée vive                               | Kayna Samet                  | Kayna Samet - E. Legnini             | 4:23  |
| 4.  | Underground                                 | Kayna Samet                  | Grover Washington - Jr               | 3:41  |
| 5.  | En mal d'amour                              | Kayna Samet                  | Kayna Samet - E. Legnini             | 3:41  |
| 6.  | Besoin de renaître                          | Kayna Samet - Soprano        | E. Legnini                           | 4:36  |
| 7.  | À perte de vue                              | Kayna Samet                  | T. Agee - H. Eaves                   | 4:07  |
| 8.  | Sol pleureur                                | Kayna Samet                  | Kayna Samet - S. Filey               | 3:12  |
| 9.  | Toi qui sais                                | Kayna Samet                  | Kayna Samet - S. Filey               | 4:56  |
| 10. | Le Barreau des cœurs                        | Kayna Samet                  | Léon Huff - Gene Mc Fadden           | 6:24  |
| 11. | Tueuse née                                  | Kayna Samet                  | Kayna Samet - E. Legnini             | 4:19  |
| 12. | En bas                                      | Kayna Samet - Mobb Deep      | Willie Hutch                         | 3:39  |
| 13. | Celui que j'voulais                         | Kayna Samet                  | A. Kooper                            | 6:06  |
| 14. | Outro (Thème entre deux je)                 |                              | E. Legnini - S. Filey - J.C Gouzènes | 2:47  |
| 15. | À perte de vue / entre deux je (Street Mix) | Kayna Samet - Le Rat Luciano | Kayna Samet - E. Legnini             | 6:30  |

## Classements
| Classement (2005)            | Meilleure position |
| ---------------------------- | ------------------ |
| Belgique (Wallonie Ultratop) | 77                 |
| France (SNEP)                | 15                 |

## Singles extraits
- Écorchée vive
- À perte de vue